# Island i olympiska vinterspelen 1948
Island deltog med fyra deltagare vid de olympiska vinterspelen 1948 i Sankt Moritz. Ingen av landets deltagare erövrade någon medalj.